# معاملة المثليين في ليسوتو
يواجه الأشخاص من المثليين والمثليات ومزدوجي التوجه الجنسي والمتحولين جنسياً (اختصاراً: LGBT) في ليسوتو تحديات قانونية واجتماعية لا يواجهها غيرهم من المغايرين جنسيا. يعد النشاط الجنسي المثلي بين الذكور وبين الإناث قانونيا في ليسوتو، ولكن يواجه الأشخاص من مجتمع المثليين وصمة عار بين السكان. كما أن المنازل التي يعيش فيها الشركاء المثليون غير مؤهلة للحصول على نفس الحماية القانونية المتاحة للأزواج المغايرين، مع وجود عدة تقارير تتحدث عن مستوى عالي من التمييز والانتهاكات ضد مجتمع المثليين. لا تعترف ليسوتو بزواج المثليين أو الاتحادات المدنية، ولا تحظر التمييز على أساس التوجه الجنسي أو الهوية الجندرية.
يواجه مجتمع المثليين الرفض والتمييز في ليسوتو. ومع ذلك، فإن المواقف تجاه أعضاء مجتمع المثليين تتطورت ببطء وأصبحت أكثر تسامحًا وقبولًا، تمشيا مع الاتجاهات العالمية. في عام 2012، قنّنت ليسوتو المثلية الجنسية، وفي 18 مايو 2013، وقعت أول مسيرة فخر المثليين في البلاد..

## تاريخ
تم توثيق المثلية الجنسية والعلاقات الجنسية المثلية في ليسوتو لعدة قرون. لدى ليسوتو تقليد للشباب («بوكونتشانا» "boukonchana" أو بدلا من ذلك «إنكتشاني» "inkotshane"، المعروف أيضا باسم الولد-الزوجة باللغة العربية "Boy-Wife" باللغة الإنجليزية) الذين يرتدون عادة ملابس النساء، ويقومون بالأعمال المرتبطة بالمرأة، مثل الطبخ وجلب الماء والحطب، ويقومون بالمفاخذة مع هم أزواجهم الكبار («نوما» "Numa"). بالإضافة إلى ذلك، لم يُسمح لهم بتربية اللحى أو القيام بالعادة السرية. عند بلوغ سن الرشد، يتم إلغاء العلاقة، ويمكن للولد-الزوجة أخذ «بوكونتشانا» "boukonchana" بدوره إذا أراد ذلك. هذه العلاقات، والمعروفة أيضًا باسم «زواج المناجم» لأنها كانت شائعة بين عمال المناجم في جنوب أفريقيا المجاورة، وتواصلت إلى عقد 1970. ومع ذلك، كان من الشائع جدا أن يكون لدى «نوما» ("Numa") زوجة مغايرة. كما حدثت علاقات مثلية بين النساء في شكل «موتسوالي» ("motsoalle"). يشير هذا المصطلح إلى رابطة طويلة الأجل ملتزمة بين امرأتين، مع مستويات مختلفة من العلاقة الحميمة الجسدية. مع مرور الوقت، بدأت علاقات موتسوالي تختفي في ليسوتو.
في عام 1914، حاول المسؤولون الاستعماريون وقف هذه الممارسات، ولكن دون جدوى. وبحلول عام 1941، كانت علاقات «بوكونتشانا» "boukonchana" والاحتفالات العامة لزواج المثليين شائعة في ليسوتو ومجتمع باسوتو في جنوب إفريقيا. ومع ذلك، في السنوات الأخيرة، حاول المسؤولون قمع ومراقبة المناقشات حول هذا الموضوع. في الوقت الحاضر، هناك إنكار واسع النطاق لوقوع هذه الممارسات على الإطلاق، ويتمتع رجال الباسوتو بسمعة «رجولية» قوية حيث يتم الاحتفال على نطاق واسع بالعلاقات المغايرة.

## قانونية النشاط الجنسي المثلي
في عام 2012، تم تقنين النشاط الجنسي المثلي بين الرجال في ليسوتو.
كان النشاط الجنسي المثلي بين الرجال غير قانوني في السابق في ليسوتو باعتباره جريمة عامة، لكن لم يتم تطبيق القانون. لم يتم اعتبار النشاط الجنسي المثلي بين الإناث.

## الاعتراف القانوني بالعلاقات المثلية
بموجب قانون الزواج رقم 10 لعام 1974 والقانون العرفي في ليسوتو، لا يُسمح بالزواج إلا بين الأزواج المغايرين.

## الحماية من التمييز
لا توجد حماية محددة ضد التمييز على أساس التوجه الجنسي أو الهوية الجندرية.

## التبني وتنظيم الأسرة
ينظم «قانون رعاية الطفل وحمايته 2011» عمليات التبني في ليسوتو. وبموجب هذا القانون، يجوز للأزواج المتزوجين فقط تبني طفل بشكل مشترك. لا يُسمح للرجال العازبين والأزواج المثليين بتبني الأطفال.

## الهوية الجندى ية والتعبير عنها
يحدد «قانون بطاقات الهوية الوطنية رقم 9 لسنة 2011» اللوائح الخاصة ببطاقات الهوية الوطنية في ليسوتو. تنص المادة 8 (1) على ما يلي: «يتخذ المدير خطوات عملية معقولة لضمان أن تكون المعلومات الشخصية المدخلة في السجل كاملة ودقيقة ومحدثة عند الضرورة». يمكن تفسير هذا القسم على أنه يتيح للأشخاص المتحولين جنسيا تغيير جنسهم القانوني في وثائق هويتهم.

## ظروف الحياة

### التمييز المجتمعي
على غرار بلدان الجنوب الأفريقي الأخرى، فإن تقارير التمييز ورفض الأسرة والعنف والتحرش ضد مجتمع المثليين أمر شائع شائعين.
يواجه مجتمع المثليين في ليسوتو التمييز في التوظيف والحصول على الرعاية الصحية والسكن والحصول على التعليم، وفي مجالات أخرى. على هذا النحو، يعيش العديد من المثليين حياة سرية ويخفيون توجههم الجنسي. بالإضافة إلى ذلك، يتعرضون لخطر شديد من الإصابة بفيروس نقص المناعة البشرية/الإيدز (ليسوتو لديها ثاني أعلى معدل لانتشار فيروس نقص المناعة البشرية في العالم، حيث تشير التقارير إلى إصابة 25% من سكان ليسوتو). بدأ نشطاء المثليين التواصل مع الأشخاص المصابين بفيروس نقص المناعة البشرية، وتقديم استراتيجيات الوقاية.

### حراك حقوق المثليين
في 18 مايو 2013، عقدت أول مسيرة فخر المثليين في البلاد. عقدت في وسط العاصمة ماسيرو ونظمتها «مجموعة دعم الماتريكس» (بالإنجليزية: the Matrix Support Group)‏. وفقًا للمنظمين، كان الحدث ناجحًا للغاية، حيث كانت السلطات داعمة ووفرت الحراسة للمشاركين.
«مجموعة دعم الماتريكس» (بالإنجليزية: the Matrix Support Group)‏ هي منظمة غير حكومية تدافع عن حقوق المثليين. تسعى جاهدة إلى «بناء بيئة يمكن فيها للمثليين والمثليات ومزدوجي التوجه الجنسي والمتحولين جنسيا التعبير بحرية عن حقوقهم الإنسانية، والمساهمة في التنمية الاجتماعية والسياسية والاقتصادية في ليسوتو». تأسست عام 2009 وسجلت بالكامل لدى السلطات في العام التالي.
تم تنظيم مسيرات وأحداث فخر المثليين سنويًا منذ ذلك الحين، واجتذبت بضع مئات من الأشخاص.

### تقرير وزارة الخارجية الأمريكية 2016
ذكر تقرير حقوق الإنسان وزارة الخارجية الأمريكية لعام 2016 ما يلي:
أعمال العنف والتمييز وغيرها من الانتهاكات القائمة على التوجه الجنسي والهوية الجندرية
ححظر القانون العلاقات الجنسية بالتراضي بين الرجال، لكن السلطات لم تطبقه. القانون صامت على الجنس المثلي بالتراضي بين النساء. واجه المثليون والمثليات ومزدوجي التوجه الجنسي والمتحولين جنسياً وثنائيي الجنس (LGBTI) التمييز الاجتماعي وعدم الحساسية الرسمية لهذا التمييز. اشتكت جماعات حقوق المثليين من التمييز ضدهم في الحصول على الرعاية الصحية والمشاركة في الأنشطة الدينية.
يحظر القانون التمييز على أساس الجنس؛ إلا أنه لا يحظر صراحة التمييز ضد مجتمع المثليين. لم يكن لدى «الماتريكس»، وهي مجموعة مناصرة وداعمة لحقوق المثليين، تقارير عن التمييز في العمل من أعضائها. كانت العلاقات الجنسية المثلية تعتبر من التابوهات في المجتمع ولم تناقش علنا. بينما لم يتم الإبلاغ عن أي اعتداءات، فإن الأشخاص من مجتمع المثليين لم يبلغوا عن حوادث عنف بسبب الخوف من وصمة العار.
تعمل منظمة الماتريكس بحرية وتضم أعضاء في جميع المقاطعات العشر. وذكرت وجود علاقة عمل جيدة مع خدمة شرطة الخيالة في ليسوتو. على سبيل المثال، في ديسمبر/كانون الأول 2015، أجبر أخوان امرأة عرفت نفسها بأنها مثلية الجنس على الخروج من منزلها عندما اكتشفوا توجهها الجنسي. اشتكت الأمر إلى الشرطة، التي تدخلت، وسمح لها الإخوة بالعودة إلى المنزل.
تشارك منظمة الماتريكس في التواصل مع الجمهور من خلال عروض الأفلام والبرامج الإذاعية والتجمعات العامة ووسائل التواصل الاجتماعي. في 21 مايو، نظمت منظمة الماتريكس اليوم الدولي الثالث لمناهضة رهاب المثلية والتحول الجنسي. قام ما يقرب من 200 شخص، معظمهم من عائلات وأصدقاء مجتمع المثليين، بمسيرة سلمية ودون وقوع أي حوادث من ليك سايد (ضواحي المدينة) إلى سنترال بارك في ماسيرو. أشار ممثلو الماتريكس إلى أن ضباط الشرطة الذين كانوا يرافقون المسيرة كانوا داعمين بشكل عام، وقد نسبوا ذلك إلى جهود منظمة الماتريكس السابقة للتواصل مع خدمة شرطة الخيالة في ليسوتو. كما قامت منظمة الماتريكس لعدة أشهر بالإعلان على لوحة الإعلانات الإلكترونية في وسط ماسيرو لدعم حقوق المثليين.

قال نائب رئيس الوزراء، موثيتجووا ميستينغ، في كلمته أمام وسائل الإعلام في يونيو/حزيران عقب الاجتماع الرفيع المستوى للجمعية العامة للأمم المتحدة بشأن فيروس نقص المناعة البشرية/الإيدز، إن الحكومة ستبحث في إلغاء تجريم العلاقات الجنسية المثلية لوقف انتشار فيروس نقص المناعة البشرية. كان هذا أول تصريح أصدره مسؤول حكومي رفيع المستوى حول هذه القضية.

## ملخص
| قانونية النشاط الجنسي المثلي                                                                  | (منذ عام 2012)                                                              |
| المساواة في السن القانوني للنشاط الجنسي                                                       | (منذ عام 2012)                                                              |
| قوانين مكافحة التمييز في التوظيف                                                              | No                                                                          |
| قوانين مكافحة التمييز في توفير السلع والخدمات                                                 | No                                                                          |
| قوانين مكافحة التمييز في جميع المجالات الأخرى (تتضمن التمييز غير المباشر، خطاب الكراهية)      | No                                                                          |
| قوانين مكافحة أشكال التمييز المعنية بالهوية الجندرية                                          | No                                                                          |
| زواج المثليين                                                                                 | No                                                                          |
| الاعتراف القانوني بالعلاقات المثلية                                                           | No                                                                          |
| تبني أحد الشريكين للطفل البيولوجي للشريك الآخر                                                | No                                                                          |
| التبني المشترك للأزواج المثليين                                                               | No                                                                          |
| يسمح للمثليين والمثليات ومزدوجي التوجه الجنسي والمتحولين جنسيا بالخدمة علناً في القوات المسلحة | No                                                                          |
| الحق بتغيير الجنس القانوني                                                                    | (ربما قد يتم تغيير الجنس تحت "قانون بطاقات الهوية الوطنية رقم 9 لسنة 2011") |
| علاج التحويل محظور على القاصرين                                                               | No                                                                          |
| الحصول على أطفال أنابيب للمثليات                                                              | No                                                                          |
| الأمومة التلقائية للطفل بعد الولادة                                                           | No                                                                          |
| تأجير الأرحام التجاري للأزواج المثليين من الذكور                                              | (غير قانوني للأزواج المغايرين كذلك)                                         |
| السماح للرجال الذين مارسوا الجنس الشرجي التبرع بالدم                                          | No                                                                          |